# Pedinomonas noctilucae
Espèce
Synonymes
- Pedinomonas noctilucae[1]
- Protoeuglena noctilucae (préféré par NCBI)[1]
- Protoeuglena noctilucae R.Subrahmanyan, 1954[2]

Pedinomonas noctilucae est une espèce d’algues vertes de la famille des Pedinomonadaceae et du genre Pedinomonas.

## Étymologie
Noctilucae provient du latin [nocte], signifiant la nuit, et [lux] signifiant la lumière (vient de Noctiluca scintillans). 

## Mécanisme
Pedinomonas noctilucae forme une symbiose avec Noctiluca scintillans. Des centaines de Pedinomonas vivent en effet dans les vacuoles d’une seule cellule. Cette espèce est si abondante qu’elle donne la couleur verte à N. Scinillans. Il en existe en effet deux types : la forme verte et la forme rouge. La forme rouge est dépourvue de symbiose vacuolaire. Cette symbiose, du fait de la présence dans l’organisme (vacuole), est appelée endosymbiose. 
Cette symbiose permet de contenir la croissance de Noctiluca scintillans avec les rayons solaires, donc uniquement pendant la journée et non pendant la nuit. Il fixe le carbone, et fonctionne encore mieux dans des conditions hypoxiques. Cette symbiose fonctionne donc par photosynthèse et les produits de cette photosynthèse sont transmis à l’hôte. L’hôte est également capable de digérer le symbiote mobile à l’intérieur de la vacuole en cas de manque de nourriture,. 

## Anatomie
Chaque cellule possède un chloroplaste en forme de fer à cheval avec un pyrénoïde proéminent entouré d’une gaine d’amidon. Le noyau est allongé et se trouve dans l’ouverture en fer à cheval du chloroplaste, orienté vers l’extrémité postérieure de la cellule.
Au minimum cinq mitochondries peuvent être aperçues dans un seul coin de la cellule, sinon elles sont réparties partout en grand nombre. Le long flagelle est inséré dans une asymétrie profonde par l’extérieur. C’est une insertion profonde en forme de tunnel.

## Publication originale
- (en) Beatrice Marcy Sweeney, « Pedinomonas noctilucae (Prasinophyceae), the flagellate symbiotic in Noctiluca (Dinophyceae) in Southeast Asia », Journal of Phycology, vol. 12, no 4,‎ 1976-12-xx, p. 460–464 (DOI 10.1111/j.1529-8817.1976.tb02874.x, lire en ligne, consulté le 14 mai 2021)